# Projapyx
Projapyx es un género de dipluro en la familia Projapygidae.

## Especies
Este género contiene las siguientes especies:
- Projapyx brasiliensis Silvestri, 1938
- Projapyx congruens Silvestri, 1938
- Projapyx eburneus (Paulian & Delamare-Deboutteville, 1948)
- Projapyx imperfectus Pagés, 1958
- Projapyx incomprehensus Silvestri, 1909
- Projapyx jeanneli Delamare-Deboutteville, 1947
- Projapyx stylifer Cook, 1899